# HMS E4
HMS E4 – brytyjski okręt podwodny typu E. Zbudowany w latach 1911–1912 w Vickers w Barrow-in-Furness. Okręt został wodowany 5 lutego 1912 roku i rozpoczął służbę w Royal Navy 28 stycznia 1913 roku. 
W 1914 roku E4 stacjonował w Harwich przydzielony do Ósmej Flotylli Okrętów Podwodnych (8th Submarine Flotilla) pod dowództwem Lt. Cdr. Ernesta W. Leira. 
28 sierpnia 1914 roku okręt brał udział w pierwszej bitwie koło Helgolandu.
24 września 1915 roku okręt podwodny E4 został zaatakowany przez niemiecki sterowiec SL3.
15 sierpnia 1916 roku biorący udział w manewrach w pobliżu Harwich E4 pod dowództwem Lt. Cdr. J. T. Tenisona, został staranowany przez uczestniczący w tych samych ćwiczeniach HMS E41. E4 zatonął w ciągu około dwóch minut. Nikt z jego załogi nie ocalał. Z HMS E41 zostało uratowanych tylko 14 z 30 marynarzy. Oba okręty zostały odnalezione, wydobyte i powróciły do służby.
HMS E4 został sprzedany do Upnor Ship Breaking Company i zezłomowany.